# Brązowy karzeł

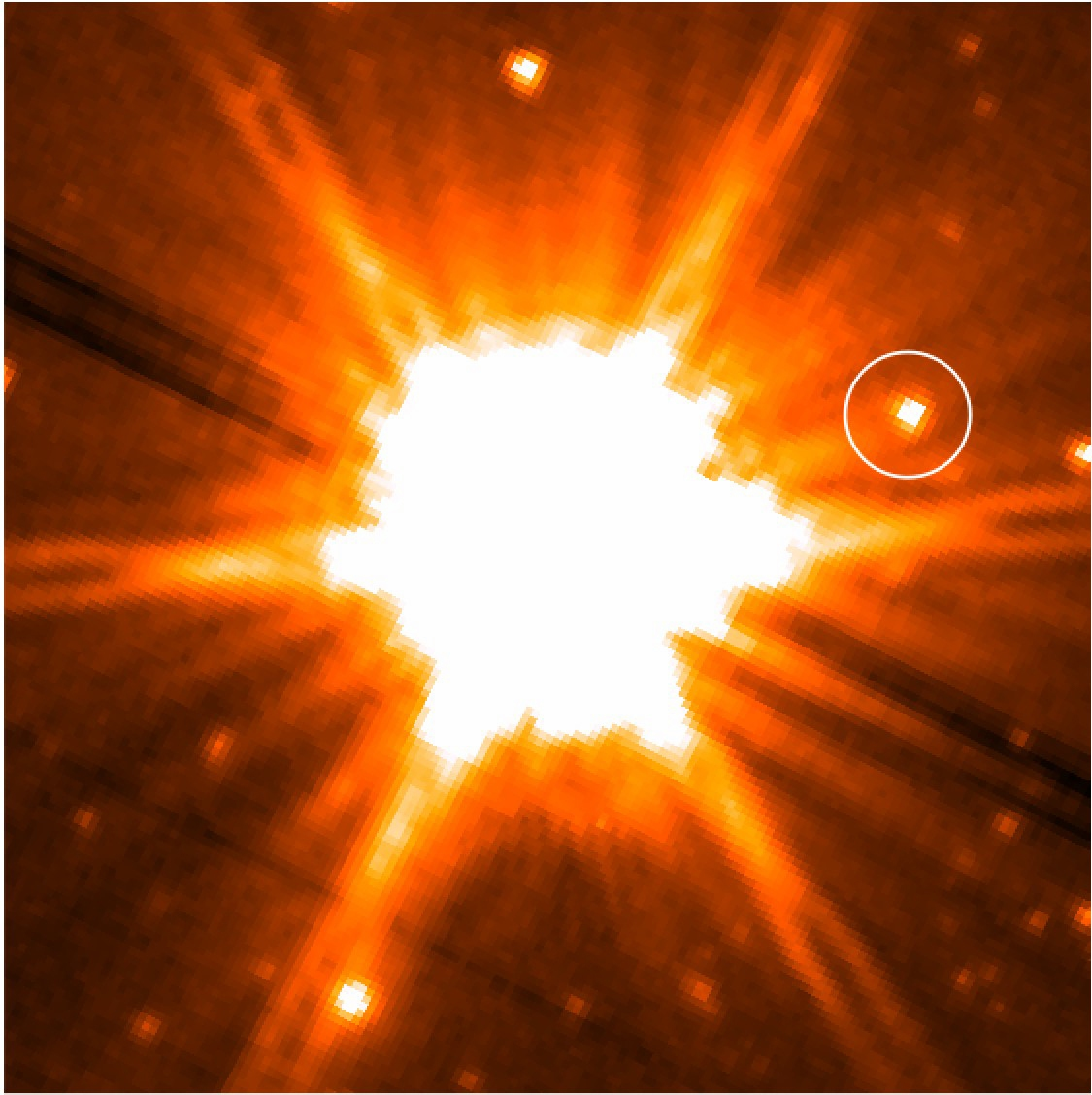
Gwiazda 54 Piscium i krążący wokół niej brązowy karzeł 54 Psc B, sfotografowane przez Kosmiczny Teleskop Spitzera

Brązowy karzeł – obiekt gwiazdopodobny o masie zbyt małej (poniżej ok. 8% masy Słońca – 80 mas Jowisza), by mogły zachodzić w nim reakcje przemiany wodoru w hel, które są głównym źródłem energii gwiazd ciągu głównego. Od planet-olbrzymów odróżnia je to, że są zdolne do syntezy deuteru przynajmniej na początku swojego istnienia. Brązowe karły często występują samotnie w przestrzeni. Określa się je czasem (potocznie) mianem „niewypałów”, „superplanet”, bądź „nieudanych gwiazd”.
Pierwszego brązowego karła, Gliese 229B, zidentyfikowano w 1995 roku. Wcześniej zaobserwowano inne obiekty, które też mogą być brązowymi karłami: GD 165B (w 1988) oraz HD 114762 b (w 1989). Oszacowania wskazywały, że w naszej Galaktyce istnieje dwukrotnie więcej brązowych karłów niż zwykłych gwiazd, chociaż ich łączna masa stanowi do 15% masy Galaktyki. Jednak obserwacje teleskopu kosmicznego WISE wskazują, że brązowych karłów w otoczeniu Słońca jest znacznie mniej – średnio jeden na sześć gwiazd. Zespół naukowy WISE zaznacza, że szacunki te mogą się zmienić z odkryciem dalszych chłodnych obiektów typu Y, jednak stosunek liczby brązowych karłów do gwiazd zapewne nie przekroczy 1:4.

## Klasyfikacja

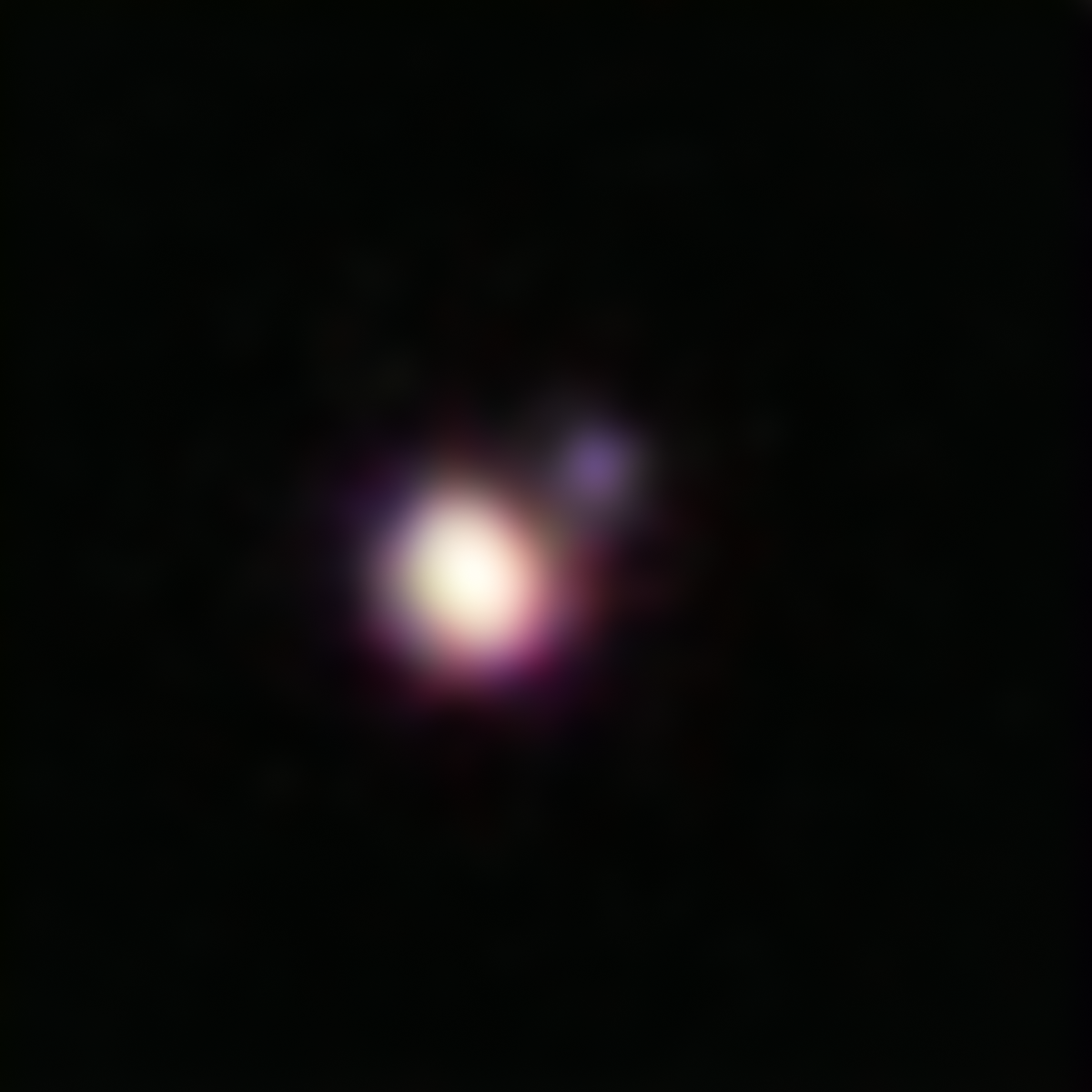
Podwójny brązowy karzeł (typ T9+Y0) CFBDSIR 1458+10 widziany w podczerwieni

Brązowe karły klasyfikuje się na podstawie typu widmowego, tak jak gwiazdy. Zalicza się je do czterech typów:
- Typ widmowy M (brązowe karły należące tylko do najpóźniejszych podtypów, od M6): dominują linie widmowe tlenków metali, zwłaszcza TiO i VO;
- Typ widmowy L: dominują linie wodorków metali i metali alkalicznych;
- Typ widmowy T (większość): charakterystyczne są podczerwone linie metanu[6],
- Typ widmowy Y (najchłodniejsze): występują linie amoniaku[7], przypuszczalnie mogą istnieć chmury wodne[2].

Brązowy karzeł po uformowaniu i krótkim okresie syntezy deuteru (pierwsze kilka milionów lat), ze względu na brak wewnętrznego źródła energii, stale stygnie. Typ widmowy brązowego karła odzwierciedla zatem jego wiek; wszystkie brązowe karły przez krótki czas są obiektami gorętszego typu L (2200-1400 K), następnie przekształcają się w obiekty typu T i stygną dalej, ku typowi Y.

## Charakterystyka obserwacyjna

### Rozpoznawanie
Najczęściej stosowanym kryterium, pozwalającym odróżnić brązowe karły od gwiazd o małej masie, jest obecność litu, który występuje w gwiazdach jedynie przez krótki okres, na początku ich ewolucji. Zaraz po zapoczątkowaniu reakcji termojądrowych gwiazdy szybko tracą swój zapas tego pierwiastka poprzez reakcję 7Li z jądrem wodoru (protonem), której produktem są dwie cząstki 4He.
7Li + 1H → 2 4He + 17,347 MeV
Temperatura niezbędna do zajścia tej przemiany jest niewiele niższa od temperatury potrzebnej do przemiany wodoru w hel. Ruchy konwekcyjne wewnątrz gwiazdy sprawiają, że praktycznie cały lit trafia w obszar wysokiej temperatury i zostaje przekształcony w hel. W brązowych karłach pierwiastek ten zazwyczaj występuje (choć obiekty o masie większej od 0,06 masy Słońca „spalają” lit), tworząc w widmie łatwe do zaobserwowania linie, których nie ma w widmie gwiazdy.
Inną cechą brązowych karłów jest silniejsze promieniowanie w podczerwieni niż w innych długościach fal, wynikające z niskiej temperatury tych obiektów. Gwiazdy należące do późnych typów widmowych (M i L) również mają maksimum emisji w bliskiej podczerwieni, zgodnie z prawem Wiena, ale dla brązowych karłów może ono przypadać na dłuższe fale. Emitowane w wąskim zakresie światło widzialne nadaje im czerwonawą barwę.

### Atmosfery

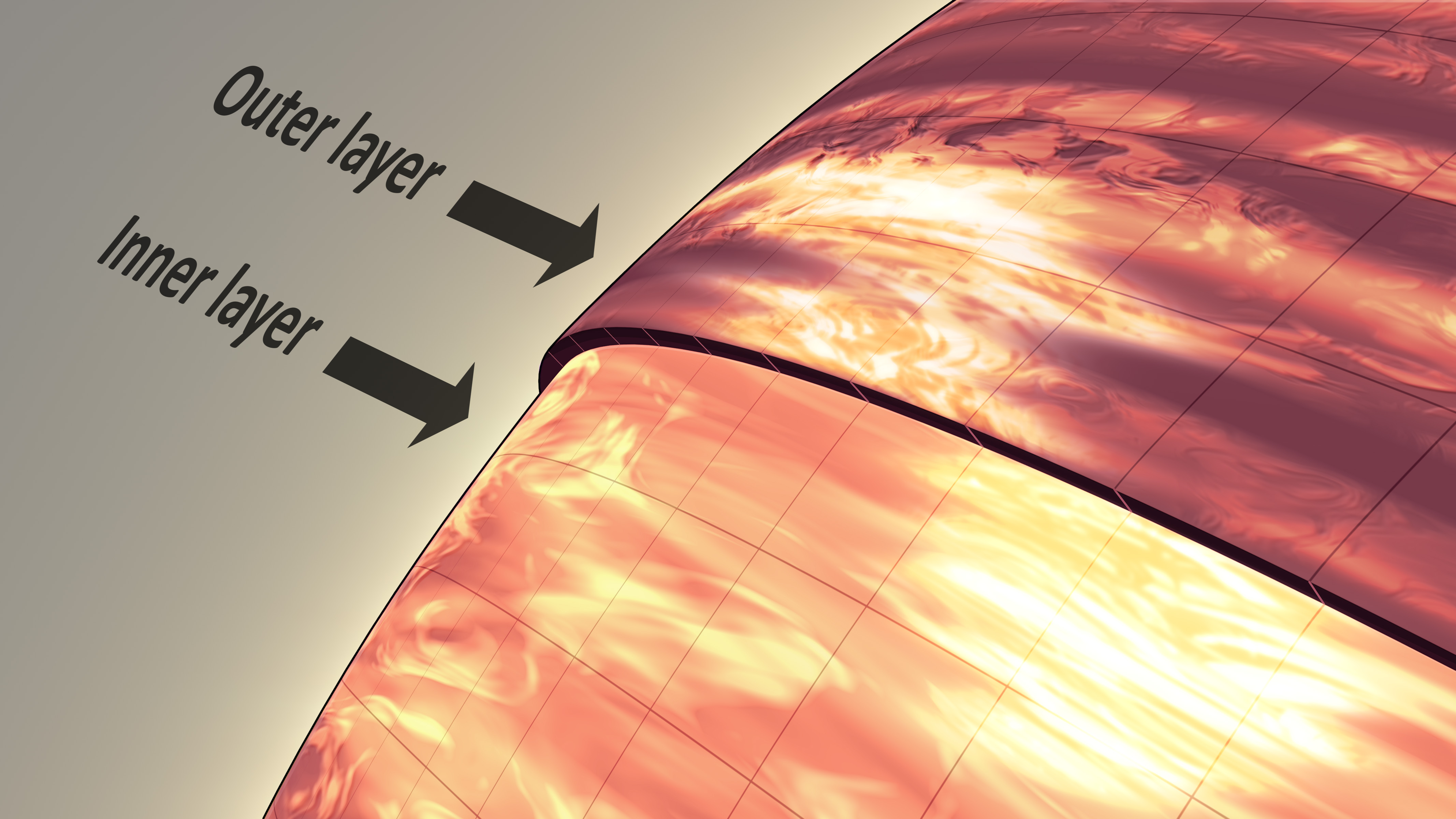
Ilustracja warstwowej struktury atmosfery brązowego karła 2MASSJ22282889-431026

W 2002 roku na brązowych karłach odkryto ślady zmian pogodowych, wcześniej obserwowanych wyłącznie na planetach. Nieregularne wahania jasności wskazują, że obiekty te mogą posiadać nieprzezroczyste atmosfery, w których przy temperaturze sięgającej 2000 °C powstają chmury z kropli ciekłej krzemionki i żelaza.
Obserwacje teleskopów kosmicznych Hubble’a i Spitzera ukazały zmiany jasności brązowego karła 2MASS J22282889-431026, zachodzące co około 90 minut, wraz z obrotem karła wokół osi. Rezultat ten jest interpretowany jako obserwacja wielkich, zorganizowanych systemów chmur, przypuszczalnie podobnych do antycyklonów w atmosferze Jowisza, takich jak Wielka Czerwona Plama. Skala i charakter (faza) zmian jasności okazała się zależna od długości fal, w jakich obserwowany był ten karzeł, co oznacza, że obserwowane były warstwy chmur, znajdujące się na różnej głębokości w atmosferze tego ciała.
W miarę ochładzania coraz mniej związków chemicznych może utrzymać się w stanie gazowym. Gdy chmury zanikną całkowicie, odsłonięcie powierzchni przypuszczalnie wywołuje nagły wzrost jasności karła (w zakresie podczerwieni).

### Dyski protoplanetarne

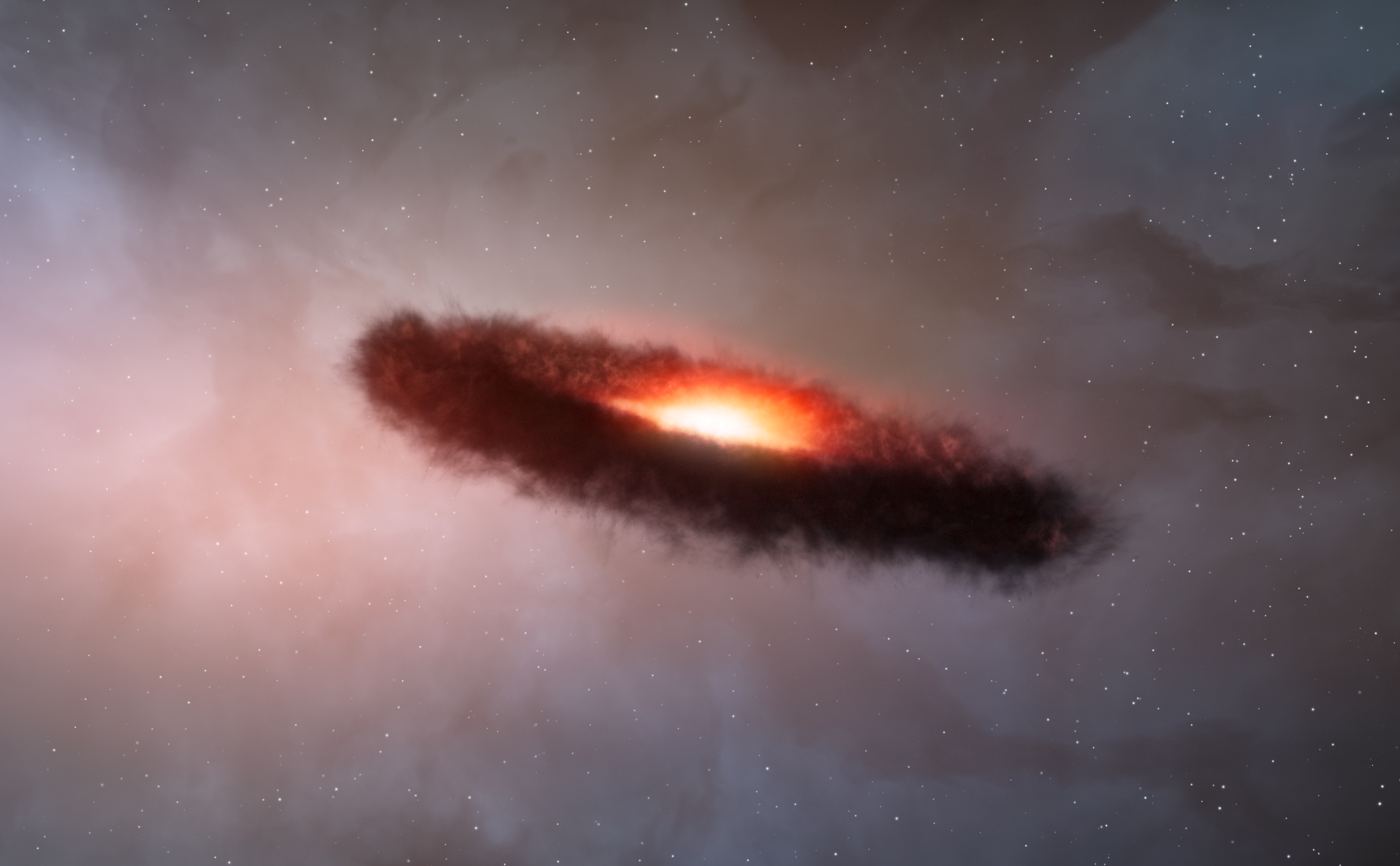
Wizja artystyczna brązowego karła otoczonego dyskiem protoplanetarnym

Ostatnie obserwacje wykazały, że brązowe karły – podobnie jak zwyczajne gwiazdy – we wczesnym stadium rozwoju bardzo często otoczone są przez dysk protoplanetarny. W jego wnętrzu mogą powstawać planetoidy, komety oraz planety.
Obiekt 2M1207b, krążący wokół brązowego karła 2M1207, jest pierwszą sfotografowaną planetą pozasłoneczną (według jednej definicji), bądź – według innej definicji – brązowym podkarłem.

## Powstawanie
Mechanizm powstawania brązowych karłów nie jest jeszcze całkowicie znany ze względu na ubogi materiał obserwacyjny. Uważa się, że jest on podobny do procesu powstawania gwiazd, czyli w wyniku kolapsu obłoku molekularnego. Niewielka masa i niska temperatura brązowych karłów mogłaby sugerować, że potrzeba szczególnych warunków – chłodnego obłoku o dużej gęstości – aby przekroczyć masę Jeansa i zainicjować powstawanie takiego obiektu. Kłóci się to jednak z ich obserwowaną dużą liczebnością. Prawdopodobne jest, że powstają one w większych obłokach molekularnych, z których zostają w pewnym momencie wyrzucone w przestrzeń kosmiczną. Model zakładający wyrzucenie już uformowanego karła przewiduje, że obiekt taki będzie miał co najwyżej szczątkowy dysk protoplanetarny i jest mało prawdopodobne, aby posiadał towarzysza, podczas gdy obserwacje wskazują na znaczny odsetek podwójnych brązowych karłów (>15%) i istnienie dysków akrecyjnych o dużej masie. Innym problemem jest wyjaśnienie obecności brązowych karłów w gromadach otwartych, z których łatwo mogłyby zostać wyrzucone. Jeżeli jednak zostaje wyrzucona część wirującego obłoku, z której dopiero w późniejszym czasie uformuje się brązowy karzeł, to może on zachować dostatecznie dużo materii w swoim otoczeniu, aby powstał dysk lub towarzysz.

### „Pustynia brązowych karłów”
Gwiazdom ciągu głównego dość często towarzyszą inne gwiazdy i planety, natomiast stosunkowo rzadko brązowe karły. Krążą one zazwyczaj po orbitach dalekich od głównego składnika (>100 au), natomiast układów z brązowym karłem na bliskiej orbicie (<10 au) jest bardzo mało. To zjawisko zostało nazwane „pustynią brązowych karłów” przez Geoffreya Marcy’ego, odkrywcę wielu planet pozasłonecznych. Prawdopodobnie ma ono przyczynę w odmiennej genezie planet i brązowych karłów. Także gwiazdy o małej masie, choć bardzo pospolite w Galaktyce, rzadko towarzyszą gwiazdom podobnym do Słońca.

## Brązowe karły a gwiazdy
Współczesne modele stawiają granicę masy karła, poniżej której nie jest możliwa synteza wodoru w hel w jądrze, pomiędzy 0,070 a 0,075 M☉. Obiekty o masie wyższej niż 0,08 M☉ są zdolne do podtrzymywania syntezy wodoru w hel i świecą jako gwiazdy, podczas gdy te o masie mniejszej niż 0,07 M☉ wypromieniowują tylko nagromadzone ciepło. Interesującym przewidywaniem modeli ewolucji jest istnienie, w wąskim zakresie mas, obiektów pośrednich. Ciała o masie ok. 0,075 M☉ są zdolne do zainicjowania syntezy wodoru w hel i podtrzymywania jej przez czas rzędu nawet 1010 lat, ale malejąca temperatura jądra (w związku z rosnącą degeneracją) ostatecznie przekracza wartość graniczną, synteza wygasa i obiekt stygnie dalej jak brązowy karzeł.
Początkowo źródłem energii brązowego karła o masie nie mniejszej niż 1,3% masy Słońca są reakcje jądrowe z udziałem deuteru (D + p → 3He), albo litu (jeśli masa karła przekracza 6% M☉), niewymagające tak wysokich temperatur, jak pełny cykl protonowy. Ustają one jednak po kilku milionach lat, a karzeł wydziela zgromadzone ciepło – jego jądro ogrzewa się wcześniej nawet do ok. 2 milionów kelwinów. Brązowy karzeł powoli stygnie, tym wolniej im większą ma masę.

## Brązowe karły a planety pozasłoneczne
Obecnie przyjęta robocza definicja stwierdza, że każde ciało niebędące gwiazdą, o rzeczywistej masie powyżej 13 mas Jowisza (przy zawartości metali takiej jak w przypadku Słońca), jest brązowym karłem. Na tej podstawie część spośród odkrytych do tej pory planet pozasłonecznych należałoby zaliczyć do brązowych karłów, chociaż można spotkać się z inną definicją, według której planetą jest każdy obiekt powstały w dysku protoplanetarnym wokół gwiazdy lub obiektu niegwiazdowego. Najczęściej stosowana technika pomiarów prędkości radialnej daje tylko dolne oszacowanie na masę obiektu. Obiekt o masie minimalnej kilka razy większej niż masa Jowisza, w rzeczywistości może być znacznie masywniejszy. W niektórych wypadkach znane jest także nachylenie orbity planety, np. obserwowane są przejścia planet przed tarczą gwiazdy, co pozwala z całą pewnością stwierdzić, że nie mamy do czynienia z brązowym karłem.
Jednak niektórzy uczeni uważają, że na miano brązowego karła zasługują wszystkie obiekty, które formują się podobnie jak gwiazdy, bezpośrednio z zapadającej się chmury gazu i pyłu, a nie na skutek kolizji mniejszych ciał. Takie zjawiska mogą też zachodzić w dyskach protoplanetarnych i niewykluczone, że w ten sposób powstały np. Jowisz i Saturn w Układzie Słonecznym. Ta definicja ma więc poważną wadę – na jej podstawie można by uznać wszystkie gazowe olbrzymy za mało masywne brązowe karły.

## Znane obiekty

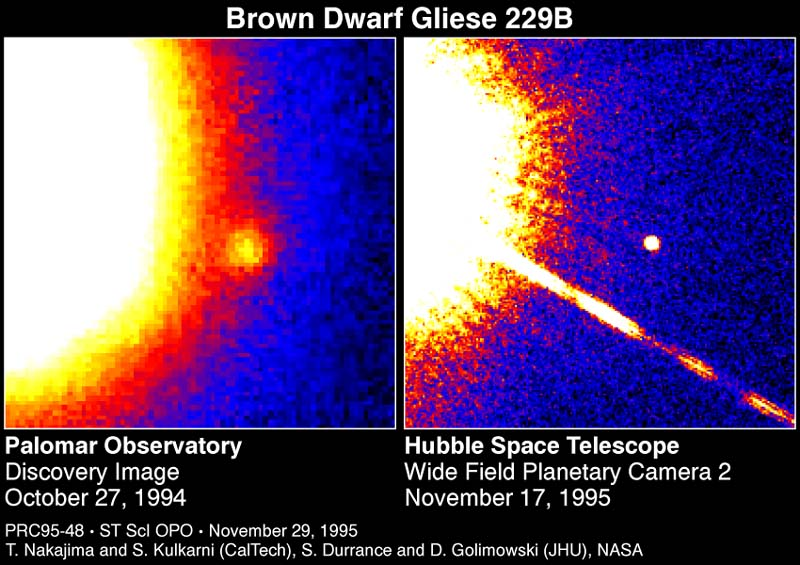
Brązowy karzeł Gliese 229B (na prawo od gwiazdy Gliese 229A), na zdjęciach wykonanych w Obserwatorium Palomar oraz przez Teleskop Hubble’a (NASA)

Dotychczas odkryto kilkaset brązowych karłów, jednakże są one prawdopodobnie bardzo liczne, choć kilkukrotnie mniej pospolite niż gwiazdy w Drodze Mlecznej, których liczba jest rzędu 1011. Główną trudnością w ich wykrywaniu jest bardzo mała jasność, która przy obecnym stanie techniki praktycznie uniemożliwia wykrycie obiektów o masach mniejszych niż kilkanaście mas Jowisza, o ile nie są składnikami układów podwójnych lub wielokrotnych. Obserwacje prowadzone w podczerwieni ukazują dziesiątki brązowych karłów w każdym obszarze, gdzie zachodzą procesy gwiazdotwórcze.

### Wybrane brązowe karły
| Oznaczenie                 | Odległość od Słońca (lata świetlne) | Typ widmowy | Masa (masy Jowisza) | Gwiazdozbiór | Uwagi                                                                      |
| -------------------------- | ----------------------------------- | ----------- | ------------------- | ------------ | -------------------------------------------------------------------------- |
| Gliese 229B                | 18                                  | T7          | 40                  | Zając        | pierwszy pewny brązowy karzeł                                              |
| OTS 44                     | 550                                 | M9,5        | 11                  | Kameleon     | wyraźny dysk protoplanetarny                                               |
| WISE 1049-5319 (Luhman 16) | 6,5                                 | L7,5 + T0,5 | ~50 + ~40           | Żagiel       | para najbliższych Ziemi brązowych karłów; trzeci najbliższy układ gwiezdny |
| TWA 5B                     | 180                                 |             | ok. 15-40           | Hydra        | emituje promieniowanie rentgenowskie                                       |
| 2M1207                     | 173                                 | M8          | 21                  | Hydra        | posiada planetę                                                            |
| CFBDSIR 1458+10            | 75                                  | T9 + Y0     | ok. 6-15            | Wolarz       | składnik B: jeden z zimniejszych znanych                                   |
| MOA-2007-BLG-192L          | 3000                                |             | 41-93               | Strzelec     | posiada planetę                                                            |
| WISE J0254+0223            | 15                                  | T8          |                     | Wieloryb     | bliski Słońca                                                              |
| WISE J1741+2553            | 18                                  | T9          |                     | Herkules     | bliski Słońca                                                              |
| WISE 0855-0714             | 7,2                                 | Y           | 3–10                | Hydra        | temperatura powierzchni poniżej 0 °C; jeden z najbliższych                 |
| 2MASS 2139                 | 47                                  |             |                     | Wodnik       | największe zmiany jasności                                                 |
| 2MASS J1047+21             |                                     |             |                     |              | najchłodniejszy znany brązowy karzeł emitujący fale radiowe                |
| CFBDS J005910.83-011401.3  | 42                                  | T8,5        | 15-30               | Wieloryb     | jeden z najzimniejszych znanych brązowych karłów                           |